# Ford Ranch Wagon
Ford Ranch Wagon (Форд Ранч Вагон) — універсал, який вироблявся американською компанією Ford з 1952 по 1974 роки. Ранч Вагон був повнорозмірною моделлю, крім 1963 і 1964 років, коли він був частиною перехідної серії Fairlane, і представляв собою найбільш недорогий вибір у відповідній лінійці.

## 1952—1962

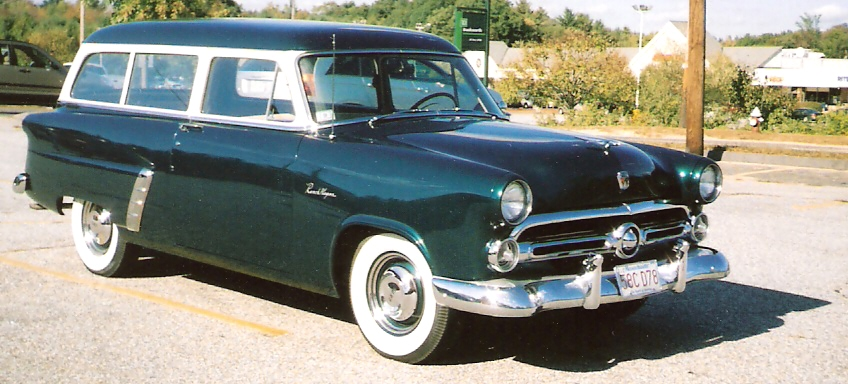
Модель 1952 року

На початку 1950-х років епоха універсалів з дерев’яними кузовними панелями підходила до кінця. Коли Форд запустив лінійку автомобілів зі зміненим дизайном для 1952 модельного року, все ще залишався доступним Country Squire для тих покупців, хто ще хотів автомобіль з панелями під дерево (повністю зникли до 1953 року).
Але й для інших покупців універсалів Форд також запропонував два нові варіанти в цьому році, вперше з повністю металевим кузовом універсали в історії компанії. Це був Country Sedan, чотирьох-дверна модель в середині серії Customline; і Ранч Вагон, двох-дверна модель в серії Mainline, натхненний європейськими shooting-brake. Ранч Вагон мав або стандартний 6-циліндровий двигун «Mileage Maker», або V8, як опцію.

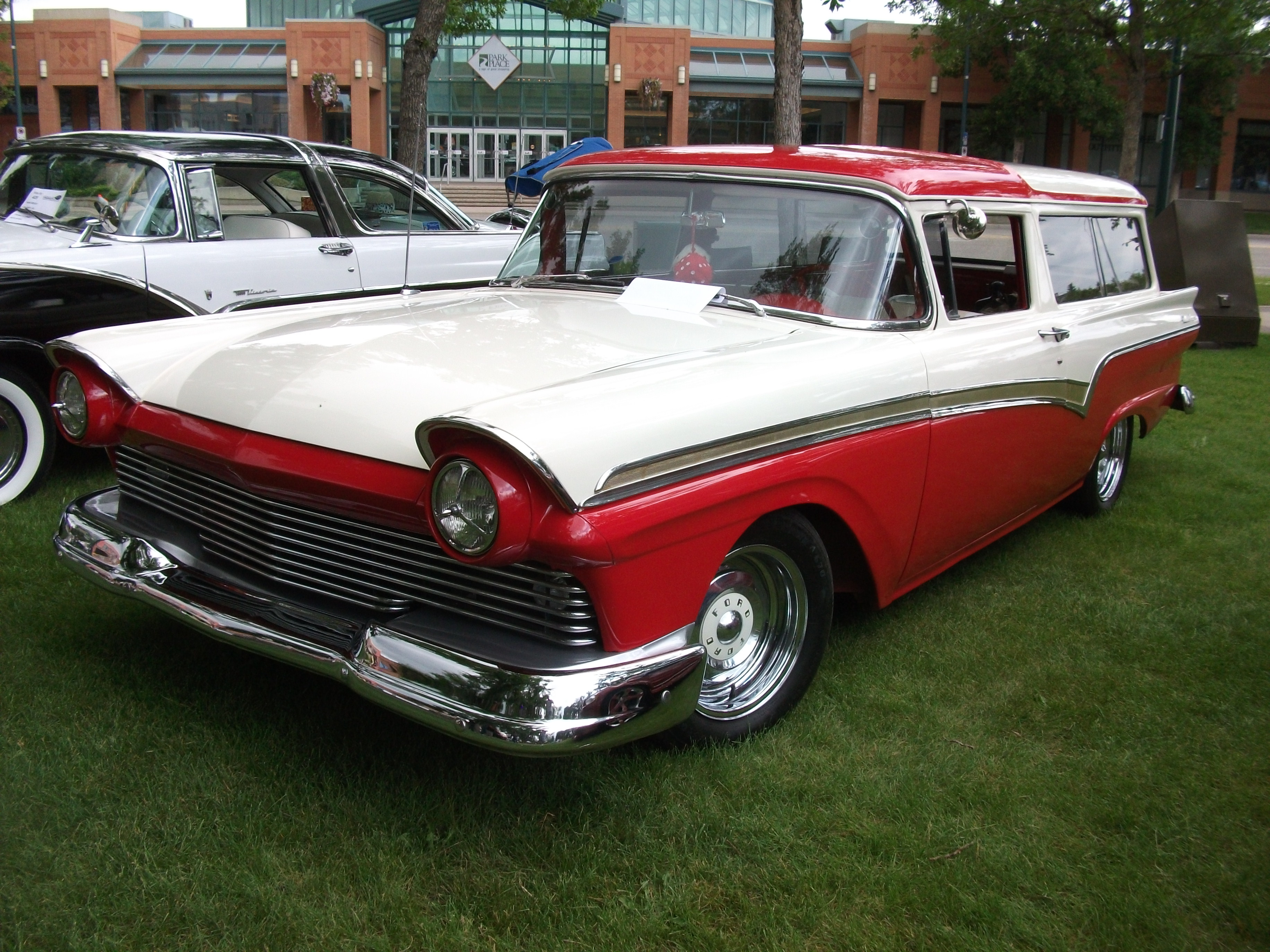
Модель 1957 року

Після косметичних змін в 1953 році, друга модель Ранч Вагона стала версією дещо кращої серії Customline, появилась в 1954 році, в рік, коли новий Y-блок двигуна V8 замінив звичайний. Дві моделі були перейменовані в Ranch Wagon і Custom Ranch Wagon в 1955 році, коли всі універсали Форд отримали власні серії. В 1957 році з’явився Del Rio Ranch Wagon (змінив Custom Ranch Wagon і Parklane). Ця ж модель була покладена в основу нового Ranchero 1957 року, і версії Mercury, названої Mercury Commuter.

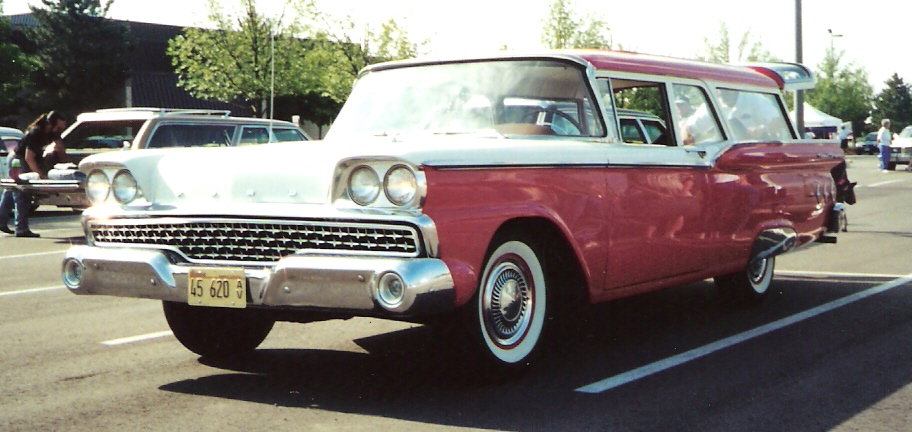
Модель 1959 року з 3-ма дверима

На наступний рік існувало три Ranch Wagon, як перший у модельний ряд був доданий чотирьох-дверний Ranch Wagon. Del Rio в 1959 році був змінений двох-дверним Country Sedan, який знаходився у виробництві всього один рік. В цей же час, повнорозмірний двох-дверний універсал мав швидко згасаючу популярність, і двох-дверний Ranch Wagon 1961 року став останнім повнорозмірним двох-дверним універсалом з коли-небудь побудованих (наряду з двох-дверним Plymouth Deluxe Suburban того ж року), залишивши модель з чотирма дверми як єдину модель Ранч Вагон після 1962 року.

## 1963—1964

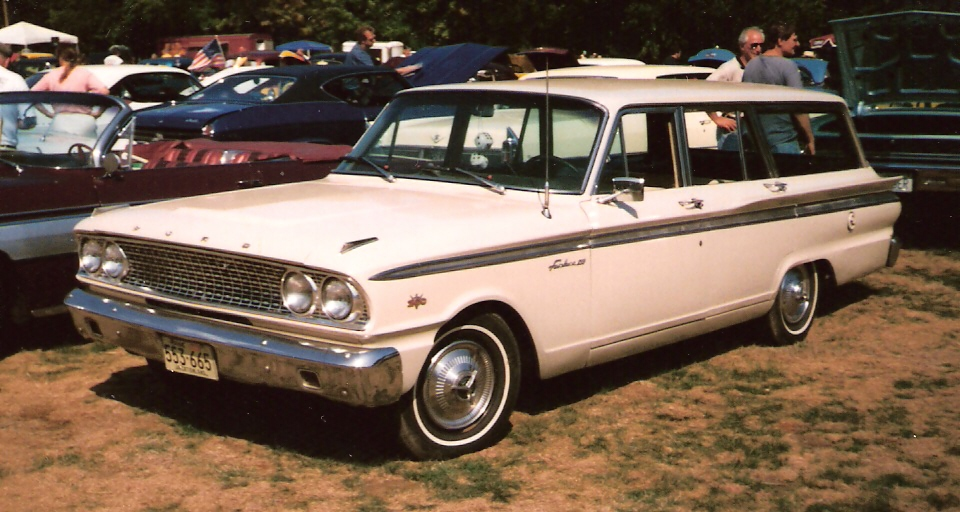
Модель 1963 року

В 1963 і 1964 роках не вироблялись повнорозмірні Ранч Вагони, але назва використовувалась для деяких перехідних універсалів серії Fairlane. Вона була запропонована в 500 моделі, яка продавалась також як «Custom Ranch Wagon». Моделі 1963 року мали 3,3-літровий 6-циліндровий двигун чи V8 як опцію (об’єм 3,62/4,26/4,74 літри). 3,62-літровий двигун припинили встановлювати в 1964 році.

## 1965—1974

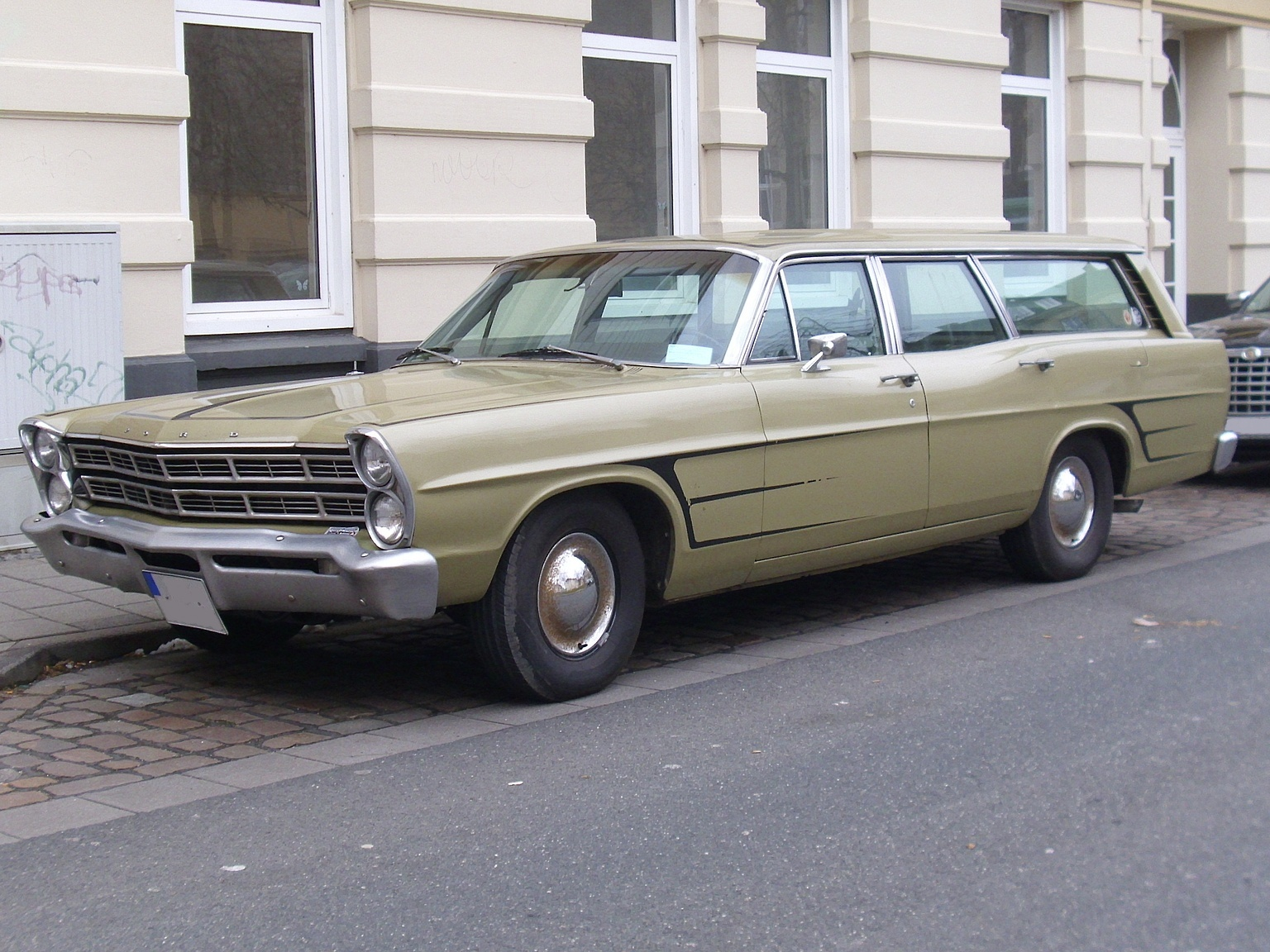
Модель 1965 року

Ranch Wagon повернувся в повнорозмірну серію в 1965 році. В 1966 році він був бенефіціаром нових інноваційних фордівських задніх дверей Magic Doorgate, які відчинялись як вниз, так і в сторону. В 1968 році з’явились дві нові моделі Ranch Wagon, названі Custom 500 Ranch Wagon; одна 6-місна пасажирська модель, а інша стала першим Ranch Wagon з третім рядом сидінь.
Універсали Форд перестали бути окремою серією після їх переробки в 1969 році, офіційно ставши частиною відповідної серії, на яких вони були засновані; таким чином, база Ranch Wagon цього року стала частиною низько бюджетної серії Custom. В 1970 році, вперше, всі Ranch Wagon отримали двигун V8. 3-ступенева механічна коробка передач залишалась в стандартній комплектації до 1971 модельного року, починаючи з моделей 1972 року, всі автомобілі оснащались автоматичною коробкою передач SelectShift.

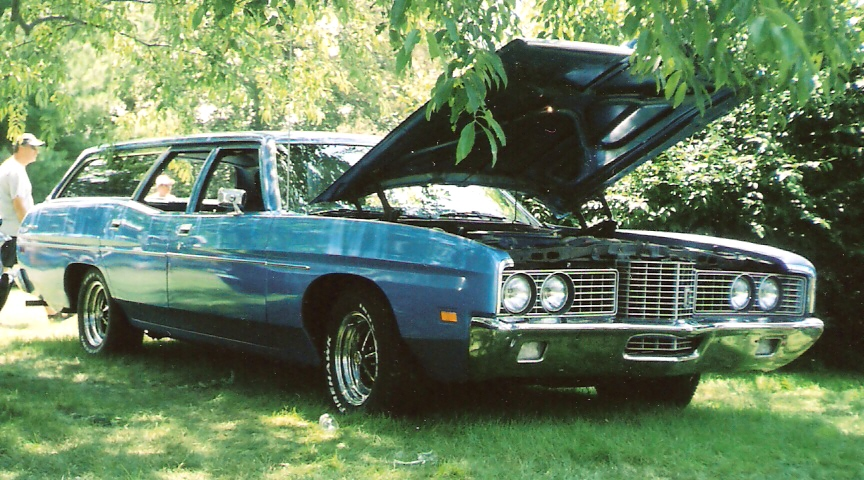
Модель 1972 року

Серія Custom завершилась з випуском наступного покоління повнорозмірних автомобілів в 1973 році, всі Ranch Wagon стали Custom 500. Ranch Wagon 1974 року був останнім доступним в продажі для населення. З 1975 по 1977 роки, в невеликих кількостях вироблялись універсали Custom 500, які більше не називались Ranch Wagon.